# Mormotus rastricercus
Mormotus rastricercus är en insektsart som beskrevs av Karsch 1891. Mormotus rastricercus ingår i släktet Mormotus och familjen vårtbitare. Inga underarter finns listade i Catalogue of Life.